# Mattino (De Bernardi)
Mattino è un dipinto di Domenico De Bernardi. Eseguito nel 1934, appartiene alle collezioni d'arte della Fondazione Cariplo.

## Descrizione
In questa veduta di paese, probabilmente Besozzo, il disegno è sottile e preciso e la tavolozza è chiara e nitida, secondo lo stile che il pittore dimostrava di voler perseguire in quegli anni.

## Storia
Il dipinto venne acquistato dalla Fondazione Cariplo in occasione della IX Quadriennale nazionale d'arte di Roma, nel 1934.